# Ponta Negra (Manaus)
Ponta Negra é um bairro do município brasileiro de Manaus, capital do estado do Amazonas. Localizado na Zona Oeste da cidade, o bairro usufrui de um dos melhores IDHs da cidade de Manaus, possuindo um IDH de 0,930, com uma qualidade de vida semelhante a da Suíça e Austrália, por exemplo. De acordo com o censo do Instituto Brasileiro de Geografia e Estatística (IBGE), sua população era de 5 007 habitantes em 2010.